# Belgische kampioenschappen atletiek 2016
In 2016 werden de Belgische kampioenschappen atletiek Alle Categorieën op zaterdag 25 en zondag 26 juni gehouden in het Koning Boudewijnstadion te Brussel.
Tijdens deze kampioenschappen verbeterde Jolien Boumkwo tweemaal het Belgisch record hamerslingeren. Eerst bracht ze het naar 67,01 m en nadien naar 67,30 m.
Tijdens deze kampioenschappen haalde Olivia Borlée het minimum voor de Olympische Spelen in Rio de Janeiro door de 200 m te winnen in 23,02 s. Aaron Botterman wist zich op de 800 m tijdens de series te plaatsen voor de Europese kampioenschappen in Amsterdam. In de finale van de 400 m wisten Julien Watrin en Robin Vanderbemden ook onder de limiet voor Amsterdam te duiken.  
De 10.000 m voor mannen en vrouwen en de 3000 m steeple voor vrouwen vonden op 7 mei plaats in Duffel.

## Uitslagen

### 100 m
| rang   | atleet          | prestatie (-0,2 m/s) |
| ------ | --------------- | -------------------- |
| Goud   | Andreas Vranken | 10,63 s              |
| Zilver | Raphael Kapenda | 10,71 s              |
| Brons  | Yannick Meyer   | 10,75 s              |

| rang   | atlete        | prestatie (-0,5 m/s) |
| ------ | ------------- | -------------------- |
| Goud   | Olivia Borlée | 11,54 s              |
| Zilver | Anne Zagré    | 11,71 s              |
| Brons  | Sarah Rutjens | 11,71 s              |

### 200 m
| rang   | atleet            | prestatie (-0,2 m/s) |
| ------ | ----------------- | -------------------- |
| Goud   | Arnout Matthijs   | 21,24 s              |
| Zilver | Raphael Kapenda   | 21,62 s              |
| Brons  | Christian Iguacel | 21,75 s              |

| rang   | atlete                 | prestatie (+1,3 m/s) |
| ------ | ---------------------- | -------------------- |
| Goud   | Olivia Borlée          | 23,02 s              |
| Zilver | Cynthia Bolingo Mbongo | 23,46 s              |
| Brons  | Manon Depuydt          | 23,77 s              |

### 400 m
| rang   | atleet             | prestatie |
| ------ | ------------------ | --------- |
| Goud   | Julien Watrin      | 45,73 s   |
| Zilver | Robin Vanderbemden | 45,98 s   |
| Brons  | Antoine Gillet     | 46,18 s   |

| rang   | atlete          | prestatie |
| ------ | --------------- | --------- |
| Goud   | Justien Grillet | 54,03 s   |
| Zilver | Rani Nagels     | 54,18 s   |
| Brons  | Ine Hugaerts    | 54,87 s   |

### 800 m
| rang   | atleet            | prestatie |
| ------ | ----------------- | --------- |
| Goud   | Aaron Botterman   | 1.50,68   |
| Zilver | Viktor Benschop   | 1.51,07   |
| Brons  | Pieter-Jan Hannes | 1.51,18   |

| rang   | atlete             | prestatie |
| ------ | ------------------ | --------- |
| Goud   | Sofie Lauwers      | 2.11,49   |
| Zilver | Jessie Raes        | 2.12,19   |
| Brons  | Yentl Vandenberghe | 2.12,76   |

### 1500 m
| rang   | atleet         | prestatie |
| ------ | -------------- | --------- |
| Goud   | Pieter Claus   | 3.53,41   |
| Zilver | Ali Hamdi      | 3.53,88   |
| Brons  | Ismael Debjani | 3.53,99   |

| rang   | atlete          | prestatie |
| ------ | --------------- | --------- |
| Goud   | Sofie Van Accom | 4.13,14   |
| Zilver | Renée Eykens    | 4.18,53   |
| Brons  | Lisa Rooms      | 4.20,78   |

### 5000 m
| rang   | atleet           | prestatie |
| ------ | ---------------- | --------- |
| Goud   | Koen Naert       | 14.05,27  |
| Zilver | Lukas Van Assche | 14.15,75  |
| Brons  | Jeroen Hendrikx  | 14.18,89  |

| rang   | atlete         | prestatie |
| ------ | -------------- | --------- |
| Goud   | Barbara Maveau | 16.26,68  |
| Zilver | Nina Lauwaert  | 16.46,99  |
| Brons  | Eva Galle      | 17.13,76  |

### 10.000 m[1]
| rang   | atleet               | prestatie |
| ------ | -------------------- | --------- |
| Goud   | Abdelhadi El Hachimi | 29.11,51  |
| Zilver | Nick Van Peborgh     | 29.54,18  |
| Brons  | Régis Thonon         | 29.55,88  |

| rang   | atlete            | prestatie |
| ------ | ----------------- | --------- |
| Goud   | Els Rens          | 35.53,79  |
| Zilver | Eva Galle         | 36.56,54  |
| Brons  | Karen Van Proeyen | 37.48,73  |

### 110 m horden/100 m horden
| rang   | atleet             | prestatie (+2,1 m/s) |
| ------ | ------------------ | -------------------- |
| Goud   | Damien Broothaerts | 13,68 s              |
| Zilver | Denis Hanjoul      | 13,80 s              |
| Brons  | Dario De Borger    | 13,86 s              |

| rang   | atlete           | prestatie (+1,6 m/s) |
| ------ | ---------------- | -------------------- |
| Goud   | Anne Zagré       | 12,93 s              |
| Zilver | Nafissatou Thiam | 13,77 s              |
| Brons  | Dorien Van Diest | 13,78 s              |

### 400 m horden
| rang   | atleet      | prestatie |
| ------ | ----------- | --------- |
| Goud   | Erik Heggen | 51,29 s   |
| Zilver | Tim Rummens | 51,41 s   |
| Brons  | Dylan Owusu | 52,18 s   |

| rang   | atlete           | prestatie |
| ------ | ---------------- | --------- |
| Goud   | Axelle Dauwens   | 55,68 s   |
| Zilver | Nenah De Coninck | 56,27 s   |
| Brons  | Eva Duinslaeger  | 57,64 s   |

### 3000 m steeple[2]
| rang   | atleet             | prestatie |
| ------ | ------------------ | --------- |
| Goud   | Krijn Van Koolwijk | 9.00,37   |
| Zilver | Steven Casteele    | 9.01,83   |
| Brons  | Kim Ruell          | 9.03,13   |

| rang   | atlete               | prestatie |
| ------ | -------------------- | --------- |
| Goud   | Jolien Van Hoorebeke | 11.07,19  |
| Zilver | Elke Godden          | 11.12,22  |
| Brons  | Vasilia Gounakis     | 11.21,86  |

### Verspringen
| rang   | atleet            | prestatie         |
| ------ | ----------------- | ----------------- |
| Goud   | Cedric Nolf       | 7,80 m (-0,9 m/s) |
| Zilver | Corentin Campener | 7,66 m (+1,2 m/s) |
| Brons  | Jeroen Vanmulder  | 7,30 m (+0,5 m/s) |

| rang   | atlete         | prestatie         |
| ------ | -------------- | ----------------- |
| Goud   | Jolien Leemans | 6,32 m (+3,1 m/s) |
| Zilver | Hanne Maudens  | 6,31 m (+2,2 m/s) |
| Brons  | Bo Brasseur    | 5,99 m (+1,2 m/s) |

### Hink-stap-springen
| rang   | atleet            | prestatie          |
| ------ | ----------------- | ------------------ |
| Goud   | Leopold Kapata    | 15,21 m (-0,2 m/s) |
| Zilver | Frédéric Xhonneux | 14,75 m (+1,0 m/s) |
| Brons  | Nicolas Thomas    | 14,69 m (+0,4 m/s) |

| rang   | atlete        | prestatie          |
| ------ | ------------- | ------------------ |
| Goud   | Elsa Loureiro | 12,70 m (+0,3 m/s) |
| Zilver | Nele Mommen   | 12,05 m (-1,1 m/s) |
| Brons  | Ine Mylle     | 12,03 m (+0,3 m/s) |

### Hoogspringen
| rang   | atleet            | prestatie |
| ------ | ----------------- | --------- |
| Goud   | Bram Ghuys        | 2,21 m    |
| Zilver | Fabiano Kalandula | 2,04 m    |
| Brons  | Thomas Parmentier | 2,04 m    |

| rang   | atlete            | prestatie |
| ------ | ----------------- | --------- |
| Goud   | Hanne Van Hessche | 1,85 m    |
| Zilver | Hannelore Desmet  | 1,74 m    |
| Brons  | Noor Vidts        | 1,74 m    |

### Polsstokhoogspringen
| rang   | atleet            | prestatie |
| ------ | ----------------- | --------- |
| Goud   | Jorg Vanlierde    | 4,81 m    |
| Zilver | Daan Elsen        | 4,81 m    |
| Brons  | Siemen Timmermans | 4,61 m    |

| rang   | atlete         | prestatie |
| ------ | -------------- | --------- |
| Goud   | Fanny Smets    | 4,25 m    |
| Zilver | Chloé Henry    | 4,25 m    |
| Brons  | Elien De Vocht | 4,20 m    |

### Kogelstoten
| rang   | atleet              | prestatie |
| ------ | ------------------- | --------- |
| Goud   | Philip Milanov      | 16,69 m   |
| Zilver | Jurgen Verbrugghe   | 16,31 m   |
| Brons  | Matthias Quintelier | 16,23 m   |

| rang   | atlete           | prestatie |
| ------ | ---------------- | --------- |
| Goud   | Jolien Boumkwo   | 16,54 m   |
| Zilver | Sophie Verlinden | 13,29 m   |
| Brons  | Yoika De Pauw    | 12,97 m   |

### Discuswerpen
| rang   | atleet         | prestatie |
| ------ | -------------- | --------- |
| Goud   | Philip Milanov | 62,03 m   |
| Zilver | Edwin Nys      | 50,05 m   |
| Brons  | Sem Bras       | 49,97 m   |

| rang   | atlete                | prestatie |
| ------ | --------------------- | --------- |
| Goud   | Anouska Hellebuyck    | 49,67 m   |
| Zilver | Katelijne Lyssens     | 49,05 m   |
| Brons  | Vanessa Sterckendries | 44,64 m   |

### Speerwerpen
| rang   | atleet            | prestatie |
| ------ | ----------------- | --------- |
| Goud   | Timothy Herman    | 72,10 m   |
| Zilver | Jarne Duchateau   | 68,26 m   |
| Brons  | Vladimir Parfenov | 62,84 m   |

| rang   | atlete              | prestatie |
| ------ | ------------------- | --------- |
| Goud   | Melissa Dupré       | 53,13 m   |
| Zilver | Kato Van Den Brulle | 52,93 m   |
| Brons  | Nafissatou Thiam    | 52,62 m   |

### Hamerslingeren[3]
| rang   | atleet             | prestatie |
| ------ | ------------------ | --------- |
| Goud   | Walter De Wyngaert | 60,11 m   |
| Zilver | Tim De Coster      | 59,07 m   |
| Brons  | Claudio Salvaggio  | 57,32 m   |

| rang   | atlete            | prestatie    |
| ------ | ----------------- | ------------ |
| Goud   | Jolien Boumkwo    | 67,30 m (NR) |
| Zilver | Ilke Lagrou       | 52,76 m      |
| Brons  | Patricia Blondeel | 52,50 m      |

1889 · 
1890 · 
1891 · 
1892 · 
1893 · 
1894 · 
1895 · 
1896 · 
1897 · 
1898 · 
1899 · 
1900 · 
1901 · 
1902 · 
1903 · 
1904 · 
1905 · 
1906 ·
1907 ·
1908 · 
1909 · 
1910 · 
1911 · 
1912 · 
1913 · 
1914 · 
1919 · 
1920 · 
1921 · 
1922 · 
1923 · 
1924 · 
1925 · 
1926 · 
1927 · 
1928 · 
1929 · 
1930 · 
1931 · 
1932 · 
1933 · 
1934 · 
1935 · 
1936 · 
1937 · 
1938 · 
1939 · 
1940 · 
1941 · 
1942 · 
1943 · 
1944 · 
1945 · 
1946 · 
1947 · 
1948 · 
1949 · 
1950 · 
1951 · 
1952 · 
1953 · 
1954 · 
1955 · 
1956 · 
1957 · 
1958 · 
1959 · 
1960 · 
1961 · 
1962 · 
1963 · 
1964 · 
1965 · 
1966 · 
1967 · 
1968 · 
1969 · 
1970 · 
1971 · 
1972 · 
1973 · 
1974 · 
1975 · 
1976 · 
1977 · 
1978 · 
1979 · 
1980 · 
1981 · 
1982 · 
1983 · 
1984 · 
1985 · 
1986 · 
1987 · 
1988 · 
1989 · 
1990 · 
1991 · 
1992 · 
1993 · 
1994 ·
1995 · 
1996 · 
1997 · 
1998 · 
1999 · 
2000 · 
2001 · 
2002 · 
2003 · 
2004 · 
2005 · 
2006 · 
2007 · 
2008 · 
2009 · 
2010 · 
2011 · 
2012 · 
2013 · 
2014 · 
2015 · 
2016 · 
2017 · 
2018 · 
2019 · 
2020 · 
2021 · 
2022 · 
2023 · 
2024